# Рубан, Валентина Васильевна
Валенти́на Васи́льевна Ру́бан (30 июня 1940, Хлебодаровка, Донецкая область — 5 декабря 2014, Киев) — советский и украинский искусствовед, автор научных исследований, фундаментальных монографических изданий по вопросам украинского изобразительного искусства и художественной культуры, член Национального союза художников Украины. Заслуженный деятель искусств Украины (1994).

## Биография
Родилась 30 июня 1940 года в селе Хлебодаровка Волновахского района Донецкой области. После окончания десятилетки в соседнем поселке Донское она два года проработала на местном химико-металлургическом заводе. В 1959 году вступила в основанный незадолго до этого факультет теории и искусства Киевского государственного художественного института. В 1964 году окончила Киевский художественный институт по специальности «Искусствоведение». Более десяти лет работала в издательстве «Радянська школа» редактором художественной редакции и старшим редактором в редакции эстетического воспитания. В 1971—1974 годах преподавала в Киевском художественном институте курсы русского и советского искусства.
В 1974 году поступила в аспирантуру при Институте искусствоведения, фольклора и этнографии им. М. Ф. Рыльского АН Украины.
С 1977 года работала в Институте искусствоведения, фольклористики и этнологии им. М. Ф. Рыльского АН Украины главным научным сотрудником отдела изобразительного искусства.
Научную работу Валентина Рубан сочетала с общественной жизнью: читала лекции, выступала на международных конференциях, участвовала в обсуждениях художественных выставок, проводила консультационную работу с музейными работниками Украины.
Автор книг, альбомов, каталогов, посвящённых актуальным вопросам истории и развития современного украинского искусства. Участвовала в написании исследований «История украинской культуры» и «История украинского искусства». Валентина Васильевна приложила много усилий к исследованию жанра портрета.
В 1979 году успешно защитила кандидатскую диссертацию на тему «Украинская портретная живопись: тенденции развития», в 1990 году защитила докторскую диссертацию «Украинская портретная живопись конца 18 — второй трети 19 века».
Последние десятилетия напряженно работала над трилогией «Художественные роды Украины». Том про Василия Кричевского был подписан в печать в конце 2003 года, книга про его брата Фёдора Кричевского по-прежнему готовится к печати.

## Научные работы
- 1974 — «Український радянський портретний живопис»;
- 1979 — «Портрет у творчості українських живописців»;
- 1984 — «Український портретний живопис першої половини ХІХ ст.»;
- 1986 — «Український портретний живопис другої половини ХІХ — початку ХХ ст.»;
- 1985 — «Забуті імена. Розповіді про українських художників ХІХ — початку ХХ ст.»;
- 1991 — «Анатоль Петрицький. Портрети сучасників»;
- 1994 — «Живопис храмів України. Образ Богородиці в українському малярстві»;
- 2004 — «Кричевські і українська художня культура. Василь Кричевський»;
- 2004 — «Історія української культури» (в соавторстве).

## Награды и звания
- 1987 — премия имени академика А. И. Белецкого в области литературно-художественной критики;
- 1991 — доктор искусствоведения;
- 1994 — заслуженный деятель искусств Украины;
- 1997 — член-корреспондент Национальной академии искусств Украины;
- 2015 — Государственная премия Украины в области науки и техники (8 декабря 2015 года, посмертно) — за работу «История украинской культуры» в пяти томах (в девяти книгах) (в составе коллектива)[2]

## Семья
- Муж — Валерий Александрович Кравченко (1941—2001), украинский государственный деятель, первый министр внешнеэкономических связей независимой Украины (1991—1992).